# Eugeniusz Dostojewski

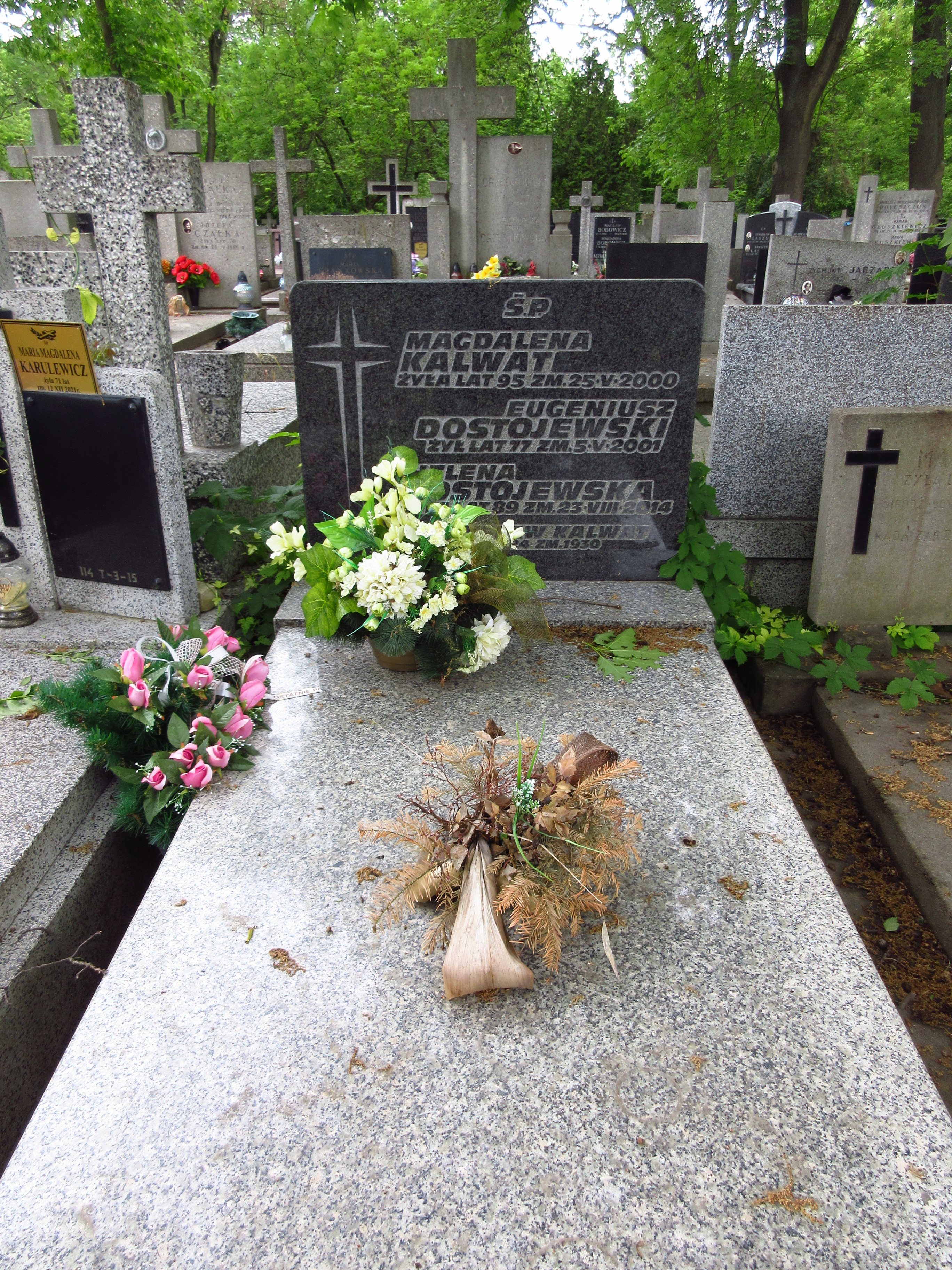
Grób generała Eugeniusza Dostojewskiego na Cmentarzu Bródnowskim.

Eugeniusz Dostojewski vel Eugeniusz Harhala vel Eugeniusz Gargala (ur. 1 kwietnia 1924 w Gwoźdźcu-Kolonii, zm. 5 maja 2001 w Warszawie) – generał brygady Wojska Polskiego, działacz komunistyczny, od 1977 do 1980 prezes Głównego Urzędu Ceł.

## Życiorys
Eugeniusz Dostojewski urodził się 1 kwietnia 1924 w Gwoźdźcu-Kolonii, w powiecie kołomyjskim. Po ukończeniu szkoły powszechnej był robotnikiem w bursie im. Stanisława Kostki w Kołomyi. Po aneksji wschodnich ziem II RP przez ZSRR był uczniem ślusarskim i ślusarzem w Fabryce Maszyn Rolniczych. W styczniu 1940 deportowany przez NKWD wraz z rodziną do Kraju Krasnojarskiego, gdzie pracował jako ślusarz w Wilistowskim Zakładzie Mechanicznym, a od lutego 1941 był robotnikiem w Przedsiębiorstwie Wyrębu Lasów w rejonie Tobolska. Od stycznia 1943 był pomocnikiem kowala w kołchozie im. Woroszyłowa w miejscowości Żyrianowa.
31 sierpnia 1943 został wcielony do Polskich Sił Zbrojnych w ZSRR i skierowany do samodzielnej kompanii zwiadu 2 Dywizji Piechoty im. Jana Henryka Dąbrowskiego. We wrześniu 1943 został dowódcą drużyny, a od stycznia 1944 zastępcą dowódcy plutonu w kompanii zwiadu. Latem 1944 uczestniczył w walkach pod Puławami i Warką. 1 września 1944 został ranny w nogę. Po wyleczeniu, z początkiem listopada 1944 został elewem Szkoły Oficerskiej 1 Armii WP w Mińsku Mazowieckim. Po ukończeniu szkoły z oceną bardzo dobrą w lutym 1945 został promowany do stopnia chorążego w korpusie oficerów piechoty i wyznaczony na dowódcę plutonu ckm. Od sierpnia 1945 pełnił służbę w  Oficerskiej Szkole Piechoty Nr 2 w Gryficach, gdzie był kolejno dowódcą plutonu strzeleckiego (do grudnia 1945), adiutantem komendanta szkoły (do czerwca 1946), dowódcą kompanii oficerskiej (do września 1946) i pomocnikiem dyrektora nauk szkoły (marca 1947). W 1947 przebywał na kursie oficerów sztabu pułku w Centrum Wyszkolenia Piechoty w Rembertowie, który ukończył z oceną bardzo dobrą.
1 grudnia 1947, w stopniu kapitana, został zastępcą komendanta do spraw zwiadu 2 Odcinka 1 Oddziału Wojsk Ochrony Pogranicza w Leśnej. W lutym 1948 został szefem sztabu 3 Odcinka w tym oddziale WOP. Z dniem 1 stycznia 1949 został wyznaczony na stanowisko szefa sztabu 12 samodzielnego batalionu Ochrony Pogranicza w Szklarskiej Porębie, a już 13 stycznia 1949 został dowódcą tego pododdziału wchodzącego w skład 6 Brygady Ochrony Pogranicza. Z dniem 1 stycznia 1951 został wyznaczony na stanowisko dowódcy 81 samodzielnego batalionu Ochrony Pogranicza w Szklarskiej Porębie, który wchodził w skład 8 Brygady WOP. 3 lipca 1952 został szefem sztabu 8 Brygady WOP w Lubaniu Śląskim. 4 maja 1954 objął dowództwo 22 Brygady WOP w Białymstoku.  W lipcu 1955 przeszedł do Dowództwa WOP w Warszawie na stanowisko szefa Oddziału I, a 1 września 1955 został szefem sztabu Dowództwa WOP. Ukończył wieczorowo liceum ogólnokształcące w Warszawie i złożył egzaminy maturalne.
14 listopada 1956 został wyznaczony na stanowisko pełniącego obowiązki dowódcy WOP. 6 sierpnia 1958, w stopniu pułkownika, został dowódcą Wojsk Ochrony Pogranicza. 22 września 1961 na mocy uchwały Rady Państwa otrzymał nominację na stopień generała brygady; nominację wręczył mu w Belwederze przewodniczący Rady Państwa Aleksander Zawadzki. 30 lipca 1965 przeniesiony do pracy w Ministerstwie Spraw Wewnętrznych. Został dyrektorem Zarządu Kontroli Ruchu Granicznego. W latach 1967–1969 studiował na Wydziale Prawa i Administracji Uniwersytetu Warszawskiego i 12 czerwca 1969 otrzymał dyplom magistra prawa. Od 1 maja 1972 dyrektor Grupy 1 przy Departamencie II MSW. Z dniem 31 sierpnia 1975 został zwolniony z zawodowej służby wojskowej i przeniesiony do rezerwy w związku z nabyciem praw emerytalnych.
Od 1946 należał do Polskiej Partii Robotniczej, a następnie do Polskiej Zjednoczonej Partii Robotniczej. Od kwietnia 1948 do lutego 1949 pełnił funkcję sekretarza POP PPR, a następnie PZPR, przy batalionie WOP. Od 1949 do 1950 był członkiem Komitetu Partyjnego przy tym batalionie. Od 1954 do 1955 wchodził w skład Komitetu Wojewódzkiego PZPR w Białymstoku. Był delegatem na III i IV zjazd PZPR.
Od listopada 1977 do stycznia 1980 był prezesem Głównego Urzędu Ceł. Był także przewodniczącym Międzyresortowej Komisji ds. Taryfy Celnej w Handlowym Obrocie Towarowym z Zagranicą (od czerwca 1978 do maja 1980). W 1980 aresztowany za dopuszczenie do nadużyć (łapownictwa) w tym urzędzie i po rozprawie przed Sądem Wojewódzkim w Warszawie (w dniach 17–20 sierpnia 1980) skazany na 2 lata pozbawienia wolności i grzywnę. Po rozprawie rewizyjnej został w czerwcu 1983 skazany na 3 lata pozbawienia wolności.
Zmarł 5 maja 2001 w Warszawie. Pochowany na cmentarzu Bródnowskim w Warszawie (kwatera 114P-3-16).

## Awanse
- chorąży – 1945
- podporucznik – 1946
- porucznik - 1946
- kapitan – 1947
- major – 1950
- podpułkownik – 1954
- pułkownik – 1955
- generał brygady – 1961

## Ordery i odznaczenia
- Order Sztandaru Pracy I klasy (1968)
- Order Sztandaru Pracy II klasy (1963)
- Krzyż Oficerski Orderu Odrodzenia Polski (1959)
- Krzyż Kawalerski Orderu Odrodzenia Polski (1957)
- Krzyż Walecznych (1945)
- Złoty Krzyż Zasługi (1954)
- Srebrny Krzyż Zasługi (1946)
- Srebrny Medal „Zasłużonym na Polu Chwały” (1944)
- Medal za Warszawę 1939–1945 (1946)
- Medal za Odrę, Nysę, Bałtyk (1945)
- Medal 10-lecia Polski Ludowej (1954)
- Medal 30-lecia Polski Ludowej (1974)
- Złoty Medal „Siły Zbrojne w Służbie Ojczyzny” (dwukrotnie, 1958 i 1968)
- Srebrny Medal „Siły Zbrojne w Służbie Ojczyzny”
- Brązowy Medal „Siły Zbrojne w Służbie Ojczyzny”
- Srebrny Medal „Za zasługi dla obronności kraju” (1969)
- Brązowy Medal „Za zasługi dla obronności kraju”
- Odznaka 20 lat w Służbie Narodu (1964)
- Odznaka "Za Zasługi dla Kielecczyzny" (1970)[3]
- Medal „Za zwycięstwo nad Niemcami w Wielkiej Wojnie Ojczyźnianej 1941–1945” (ZSRR, 1945)
- Medal Za umacnianie Przyjaźni Sił Zbrojnych (Czechosłowacja, 1970)

## Życie prywatne
Był synem Jana Harhali, rolnika i Zofii z Walenkiewiczów. W listopadzie 1947 uzyskał zgodę na zmianę nazwiska rodowego „Harhala” i przybranego „Gargala” na „Dostojewski”. Mieszkał w Warszawie. Od 1947 żonaty z Heleną z domu Kalwat. Miał dwie córki.